# Idaea tristega
Idaea tristega là một loài bướm đêm trong họ Geometridae.